# Um Menino muito Maluquinho
Um Menino muito Maluquinho é uma série de televisão brasileira de fantasia infanto-juvenil, produzida e exibida pela TVE Brasil originalmente de 19 de março a 10 de julho de 2006. A série foi baseada na obra e série de livros homônima do cartunista brasileiro Ziraldo, tendo 26 episódios e uma temporada. Foi estrelada por Felipe Severo, Pedro Saback e Fernando Alves Pinto, que interpretam Maluquinho aos 5, 10 e 30 anos de idade, respectivamente. Teve direção de César Rodrigues e roteiro de Cao Hamburguer e Anna Muylaert, autora de alguns livros do personagem.
A série televisiva se focaliza nas aventuras do protagonista fictício, Menino Maluquinho, e seus amigos aos 5 e 10 anos, na qual aborda temas sobre arte, tempo, amizade, escola e outros aspectos da vida, sendo geralmente narradas por uma versão de 30 anos. A série obteve bons índices críticos e de audiência, além de ter ganhado prêmios e indicações, como o prêmio Japão do NHK Japan Prize, e indicado ao Emmy Award Internacional como melhor programa Infanto-juvenil, de 2007.

## Sinopse
A série se focaliza nas aventuras do Menino Maluquinho e seus amigos aos 5 e 10 anos, sendo geralmente narradas por uma versão de 30 anos, enquanto ensinam-se algumas noções sobre arte, consumismo, valor do dinheiro, tempo, amizade, escola e outros aspectos da vida.
Durante algumas partes do episódio, os personagens dão sua opinião sobre o acontecimento ou prenunciam algum evento que ocorrerá, falando de frente para as câmeras, na frente de uma parede branca.

## Elenco
Turma dos 5 anos
- Felipe Severo - Menino Maluquinho[1][11]
- Rafael Ritto - "Bocão"[11]
- Myla Christie Bonifácio - Julieta[11]
- Débora Mesquitta - "Carol"
- Luiz Eduardo Dias - "Junim"
- Alexandro Domingos - Lúcio
- Eduardo Akira - Sugiro
- Eduardo Aiello - Herman

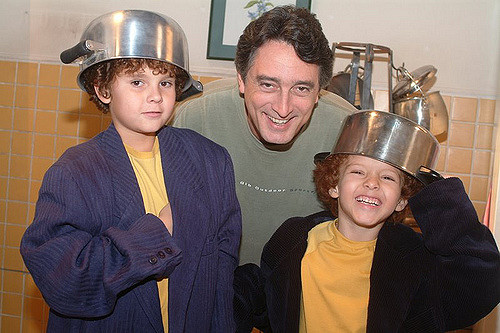
Os atores Pedro Saback e Felipe Severo (ambos intérpretes do Menino Maluquinho de 10 e 5 anos, respectivamente) juntos do também ator Eduardo Galvão (intérprete do Pedro, pai do Maluquinho), no centro.

- Thiago Marcelo Magalhães - "Pedroca"

Turma dos 10 anos
- Pedro Saback - Menino Maluquinho[1][11]
- Cristian Zucolotto - "Bocão"[11]
- Barbara Mesquita - "Babi"[11]
- Sarah Maciel - Julieta ("Jú")[11]
- Júlia Mattos - Bianca[12]
- Gabriel Sequeira - "Junim"[11]
- Felipe Santos - Fred
- Leonam Akira - Sugiro
- Vinícius Kubrusly - Herman
- Maria Clara Mendonça - Carolina "Carol"
- Karolina Afonso - "Pagu"
- Rayane Menezes - "Vera"
- Fellipe Thuler - "Pedroca"
- Rita de Cássia de Oliveira - Renata
- Mariana Azevedo - Mariana ("Mari")

Adultos
- Fernando Alves Pinto - Menino Maluquinho (30 anos)[1][11]
- Maria Mariana - Ana (Mãe do Menino Maluquinho)[1][11]
- Eduardo Galvão - Pedro (Pai do Menino Maluquinho)[1][11]
- Antônio Pedro - Seu Hortêncio (Avô do Menino Maluquinho)[11][13]
- Ilva Niño - Irene (Empregada / Babá)[11][13]
- Clarice Niskier - Paula (Professora)[11]
- Maria Alves - Marinês (Diretora do colégio)
- Pedro Leonardo - Seu Elias (Carteiro)[11]
- Paulo César Pereio - Mika (Avô do Herman)
- Ellen Rocche - Fada Madrinha do Consumo (Animadora do Show de TV)
- Luiz Nicolau - Baiaco (Apresentador do Show de TV)

## Produção
As filmagens dos episódios de Um Menino Muito Maluquinho duraram seis meses e foram realizadas em um estúdio de 600m², que apresentava um sobrado completo, com o quarto do Menino Maluquinho, o quarto de seus pais, sala, cozinha e banheiro. A maioria dos móveis que a direção de arte escolheu eram usados, a fim de transmitir a realidade de uma casa onde vivem pessoas de verdade.

## Exibições
A série estreou em 19 de março de 2006 na TVE Brasil com episódios inéditos aos domingos às 18h30, e foram reapresentados nas sexta-feiras às 11h30 e 14h, e aos sábados às 10h. Em 2 de julho de 2006, a TVE Brasil exibiu das 9h às 14h uma maratona com dez episódios da série. Uma outra novidade foi a mudança de exibição da série, os episódios inéditos foram exibidos a partir de 26 de junho de 2006 de segunda a sexta-feira às 20h.
Em 24 de março de 2006, a série estreou na TV Cultura com episódios inéditos todas as sextas-feiras às 14h (posteriormente com reprises às quintas-feiras às 10h). O programa foi extinto na TV Cultura em 25 de janeiro de 2008. 
Em 4 de dezembro de 2006, foi a vez da série estrear na Disney Channel de segunda a sexta às 12h.

Foi exibido na TV Brasil de 3 de dezembro de 2007 até 9 de fevereiro de 2013.
A série foi exibida na TV Escola em 1º de abril de 2013 aos sábados e domingos. O programa deixou de ser exibido em 1° de dezembro de 2014, em decorrência da nova programação da grade da TV Escola (os desenhos exibidos no turno vespertino deixam de ser exibidos).
Também foi exibido pela TV Câmara de São José do Rio Preto entre 12 de setembro de 2015, quando a emissora passa a transmitir o sinal em TV aberta, durando a exibição do programa até 17 de fevereiro de 2018, quando deu lugar ao programa Inclusão, que é focado na inclusão de pessoas com deficiência.

## Prêmios e indicações
| Organização                                          | Prêmio                                                    | Prêmio | Resultado | Ref.              |
| Organização                                          | Categoria                                                 | Data   | Resultado | Ref.              |
| ---------------------------------------------------- | --------------------------------------------------------- | ------ | --------- | ----------------- |
| NHK Japan Prize (Prêmio Japão)                       | The best program in Early Education                       | 2006   | Vencedor  | [ 6 ]             |
| Associação Paulista de Críticos de Arte              | Melhor programa de televisão da categoria infanto-juvenil | 2006   | Vencedor  | [ 6 ] [ 22 ]      |
| Divercine                                            | Festival Internacional de Cinema para Crianças e Jovens   | 2006   | Vencedor  | [ 7 ] [ 23 ]      |
| CinePort 2006                                        | Festival de Cinema de Países de Língua Portuguesa         | 2006   | Nomeado   | [ 23 ]            |
| Emmy Award Internacional 2007 (Emmy Infanto juvenil) | Melhor programa Infanto juvenil - Crianças e Jovens       | 2007   | Nomeado   | [ 7 ] [ 8 ] [ 9 ] |